# Bei Di

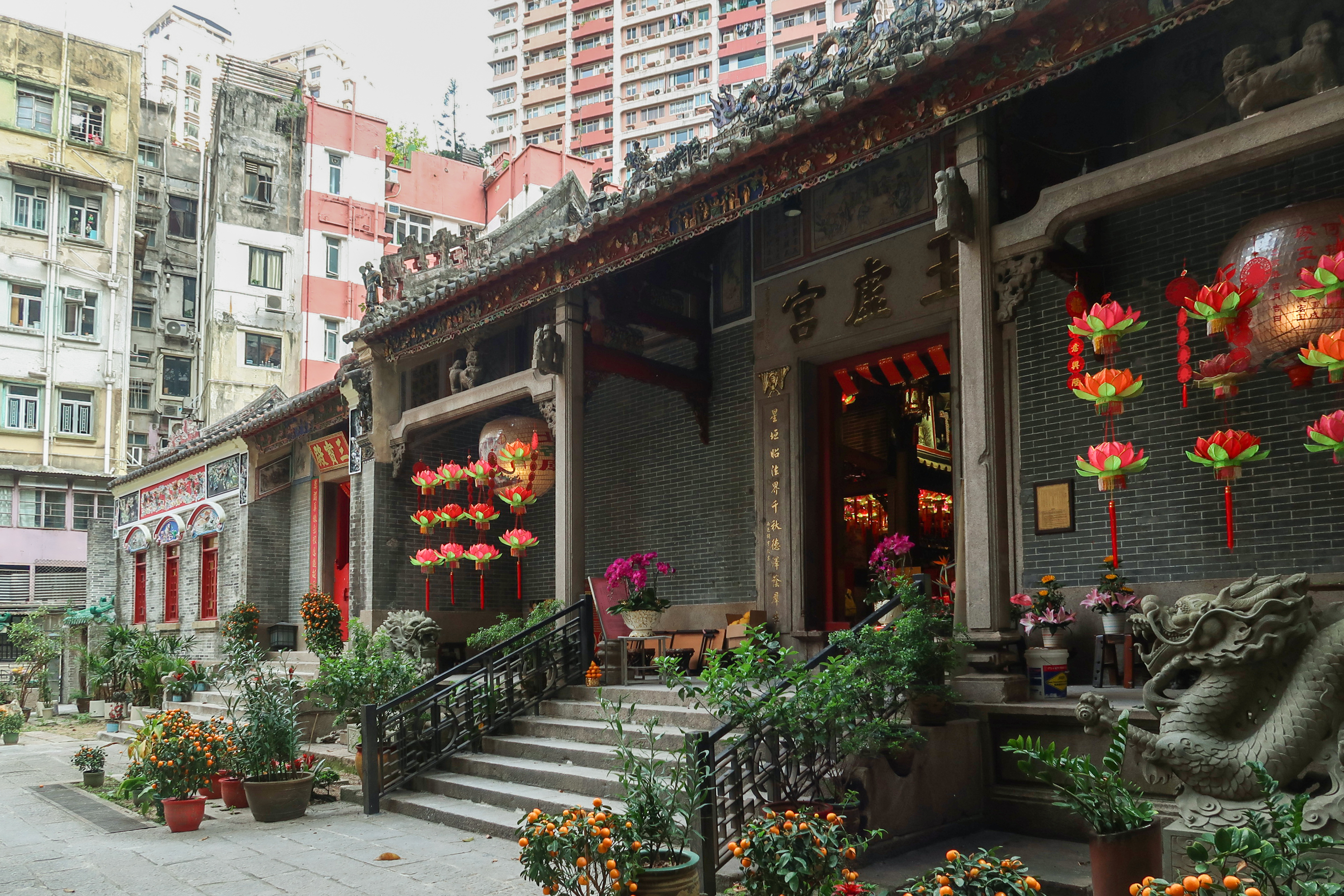
Tempio a Wan Chai, Hong Kong

Bei Di (cinese: 北帝, pinyin: běi dì, cantonese: Pak Tai, imperatore del Nord) è una divinità taoista e uno dei cinque Wǔfāng Shàngdì, che a partire dagli Han, sono associati ad un punto cardinale (nord, sud, ovest, est e centro) secondo la teoria dei cinque elementi, e a una delle forme del Zhenwudadi. A Hong Kong e Macao sono considerati come divinità del vento. Bei Di viene anche identificato come Xuanwu, inoltre è considerato divinità delle acque, elemento associato al nord, come il colore nero.
Il suo animale totem è la tartaruga nera.
In Cina, la festa di Bei Di si celebra il 21 aprile.